# 橋本敬三
橋本 敬三（はしもと けいぞう、1897年（明治30年）、福島市 - 1993年（平成5年）1月22日、仙台市）は仙台を拠点として活躍した医師。伝統的に行われていた健康法・治療法である正體術にヒントを得て、操体法 という画期的な健康法・治療法を確立した。

## 生涯
- 1897年（明治30年） 福島県に生まれる。
- 1921年（大正10年） 新潟医専を卒業し、同校の生理学教室で研究を続ける。
- 1923年（大正12年） 東北帝大医学部・藤田俊彦教授のもとで生理学を専攻する。

函館時代
- 1926年（大正15年） 函館の民間病院に赴任したが、まもなく閉院された。
- 1927年（昭和2年） 函館市の学校衛生技官となり、屋内運動場の防塵法を開発した。
- 1929年（昭和4年） 同市に新しく開設された民間病院に移り、外科を担当した。
- 1933年（昭和8年） 独立して函館に診療所を開設する。
- 1941年（昭和16年） 函館を引き払う。

函館在住の期間に、正體術を高橋迪雄の高弟・奥村隆則に学び、これが操体法の土台となる。
仙台時代
- 1941年（昭和16年） 仙台に 「温古堂医院」 を開設し、以後はこの住所で活動を続けた。
- 戦時中、一時ソビエト連邦に抑留された。
- 1948年（昭和23年） 帰国。以後、仙台で操体法の研究を深めた。[2]
- 1951年（昭和26年） から 『日本医事新報』 その他に執筆を始めた。

この間、1949年（昭和24年）から1973年（昭和48年）まで仙台の赤門学志院東北高等鍼灸整復学校で講義を担当する。
- 1975年（昭和50年） 頃から操体法がマスコミで知られるようになった。
- 1993年（平成5年） 老衰のため死去。[3]

## 操体法の誕生
橋本の回顧録によると、
```
「（函館での）病院時代は五年続いた。おもに外科を担当したが、なんでもやった。わからないことだらけ。医学書通りではさっぱりダメ。誰でもクリニック（臨床）に入って一年くらいのときは、一番光明を胸に抱くときだろう。それもなく、暗黒の壁に最初からぶつかるとは自業自得というのかもしれない。
```

　患者は、医者がダメなら民間療法に走って行く。そして、患者は民間治療である程度満足しているようだ。
　そんなら、こっちも民間治療なるものの実体を知りたい！と思って
　漁りだした。民間治療を漁るなかで、私は、痛いことをしないで、痛くない方向に動かして治す方法があることを知った。骨を動かすのである。私にはピンときた。骨格（体の基礎構造）と疾病とは関係があるな。　(生体の歪みを正すの一部から抜粋)」とあり、この体験が操体法を生み出すきっかけとなった。

## 主な編・著書
橋本の著作は書き下ろしではなく雑誌等の公刊されたものの集成である。『万病を治せる・・』 は農文協の 「現代農業」 誌に掲載されていたものである。『論想集』 『からだの設計』 は、橋本が医学誌等への寄稿原稿をまとめたもの。（この2冊は重複している箇所がある）。『写真解説集』 『写真・図解　操体法の実際』 は、いずれも監修。
次のような編・著書がある。
- 『温古堂先生・万病を治せる妙療法』 1977年、農山漁村文化協会
- 『からだの設計にミスはない・操体の原理』 1978年、柏樹社 （2002年、たにぐち書店より復刻版）
- 『SOTAI 操体法写真解説集』 1980年、橋本 敬三監修・川上 吉昭編、柏樹社　（2003年、たにぐち書店より復刻版）
- 『写真・図解 操体法の実際』 1980年、橋本 敬三監修・茂貫 雅嵩編著、農山漁村文化協会　（2005年、たにぐち書店より復刻版）
- 『誰にもわかる操体法の医学』 1986年、農山漁村文化協会
- 『論想集・生体の歪みを正す』 1987年、創元社

この他、共著として、
- 『鍼灸による即効療法運動力学療法』 1965年、医歯薬出版（株）
- 『地湧きの思想』 1982年、柏樹社　がある。